# Tossal de les Oliveres
El Tossal de les Oliveres és una muntanya de 433 metres que es troba al municipi de Tàrrega, a la comarca catalana de l'Urgell.